# Republika Khmerów
Republika Khmerów (khm. សាធារណរដ្ឋខ្មែរ, trl. Sathéarônârôdth Khmêr, fr. République khmère) – państwo kambodżańskie w okresie rządów generała Lon Nola, w latach 1970–1975.
Republika Khmerów powstała 18 marca 1970 roku w wyniku przejęcia władzy przez zamach stanu przez Lon Nola. Państwo upadło 17 kwietnia 1975 roku, gdy Czerwoni Khmerzy weszli do Phnom Penh, czym zakończyli wojnę domową i utworzyli Demokratyczną Kampuczę.